# 全球贸易协会
全球贸易协会（Amfori），原名欧洲对外贸易协会（FTA），成立于1977年，总部位于布鲁塞尔，是一个倡导开放和可持续贸易的国际商业协会。2019年在全球拥有超过2400家会员公司。

## 发展
1977年，数家企业于布鲁塞尔创立欧洲对外贸易协会（FTA），旨在代表欧洲企业在对外贸易方面争取利益。
2011年， 在香港成立了首个在欧洲以外的办公室。
2018年1月起正式更名为Amfori，中文名“全球贸易协会”。

## 团队
全球贸易协会在全球14个国家建立了办公室。总干事艾伟德，中国区首席代表周卓颖女士。